# 白起
白 起（はく き、? - 紀元前257年11月）は、中国戦国時代末期の秦の武将。公孫起とも表記される。秦国郿の人。昭襄王に仕え、各地を転戦して趙・魏・楚などの軍に数々の勝利を収め、秦の領土拡大に貢献した。王翦・廉頗・李牧と並ぶ戦国四大名将の一人。

## 経歴
以下は『史記』白起・王翦列伝による。
昭襄王13年（紀元前294年）、左庶長に任ぜられ、韓の新城を攻めた。
昭襄王14年（紀元前293年）、左更にすすみ、韓・魏を攻め、伊闕の戦いで24万を斬首した。また、魏将の公孫喜を捕え、5城を落とした。
昭襄王15年（紀元前292年）、大良造に任じられ魏を攻め、大小61城を落とした。
昭襄王29年（紀元前278年）、楚を攻め、楚の首都の郢を落とした（鄢・郢の戦い）。このため、楚は陳に遷都した。同年、武安君の称を賜っている。
昭襄王34年（紀元前273年）、魏の華陽を攻め、韓・魏・趙の将軍を捕え、13万を斬首した（華陽の戦い）。また、趙将の賈偃と戦い、士卒2万を黄河に沈めた。
昭襄王43年（紀元前264年）、韓の陘城を攻め、5城を落とし、5万を斬首した（陘城の戦い）。
昭襄王47年（紀元前260年）、長平の戦いでは、巧みな用兵で趙括率いる趙軍を兵糧攻めに追い込み大勝した。このとき40万余りに及ぶ捕虜の兵糧が賄えず、反乱の恐れがあるとして少年兵240人を除く全てを生き埋めにした。しかし、本国にあった宰相の范雎が、長平の戦いでの白起の活躍を自らの地位を脅かすものであるとして警戒し、さらに趙の首都の邯鄲に攻め込もうとする白起を押しとどめ、わずかな条件で趙と和議を結んだ。
昭襄王48年（紀元前259年）、秦は王陵を起用して邯鄲を包囲し、昭襄王49年（紀元前258年）には増派もして、さらに指揮官を王齕に交代させたが、趙の援軍として現れた魏の信陵君・楚の春申君に大敗北を喫した。この危機を打開するために白起に出兵するよう命令が下るが、白起は一連の范雎の行動に不信感を抱き、病と称して出仕を拒んだ。『戦国策』によれば、この時慌てた范雎と昭襄王が自ら指揮を乞うも、白起は趙が国力を回復して討ち難いとして応えなかったうえ、王齕の敗戦を「だから言わぬことではない」と批判したという。
これがさらに立場を悪くし、昭襄王50年（紀元前257年）、ついに昭襄王によって賜死を受けた。自害の直前、白起は「私は天に何の罪を犯して、このような運命に立ちいたったのだろうか」と言った。しばらくして、「私は、もとより死ぬのが当然である。長平の戦で、降服した趙の土卒は数十万人あったが、私はいつわってことごとく穴埋めにした。それだけで十分死ななくてはならない」とも言った。秦の民衆は彼の死を哀れみ、各地に廟を建てて祀ったという。

## 評価
司馬遷は、『史記』において、白起を「料敵合変、出奇無窮、声震天下（敵の能力を図って計略を変え、奇謀を無数に繰り出した。彼の声威は天下を震わせた）」と評価している。一方で、その伝の末尾に「非常に有能な将軍であったが、（身内であるはずの）范雎の患いから逃れることができなかった」と記し、王翦と共に優れた人物でありながら、欠点もあった人物であったと評価する。のち、三国魏の将軍の鄧艾が讒言をうけて殺される前に、自らを白起になぞらえて身の危機を悟ったとの記述が『三国志』にある。

## 白起を題材とした作品
- 白起（小説、塚本靑史、河出書房新社、1998年）
- 達人伝-9万里を風に乗り-（漫画、王欣太、双葉社、2013年）